# Orwel·lià

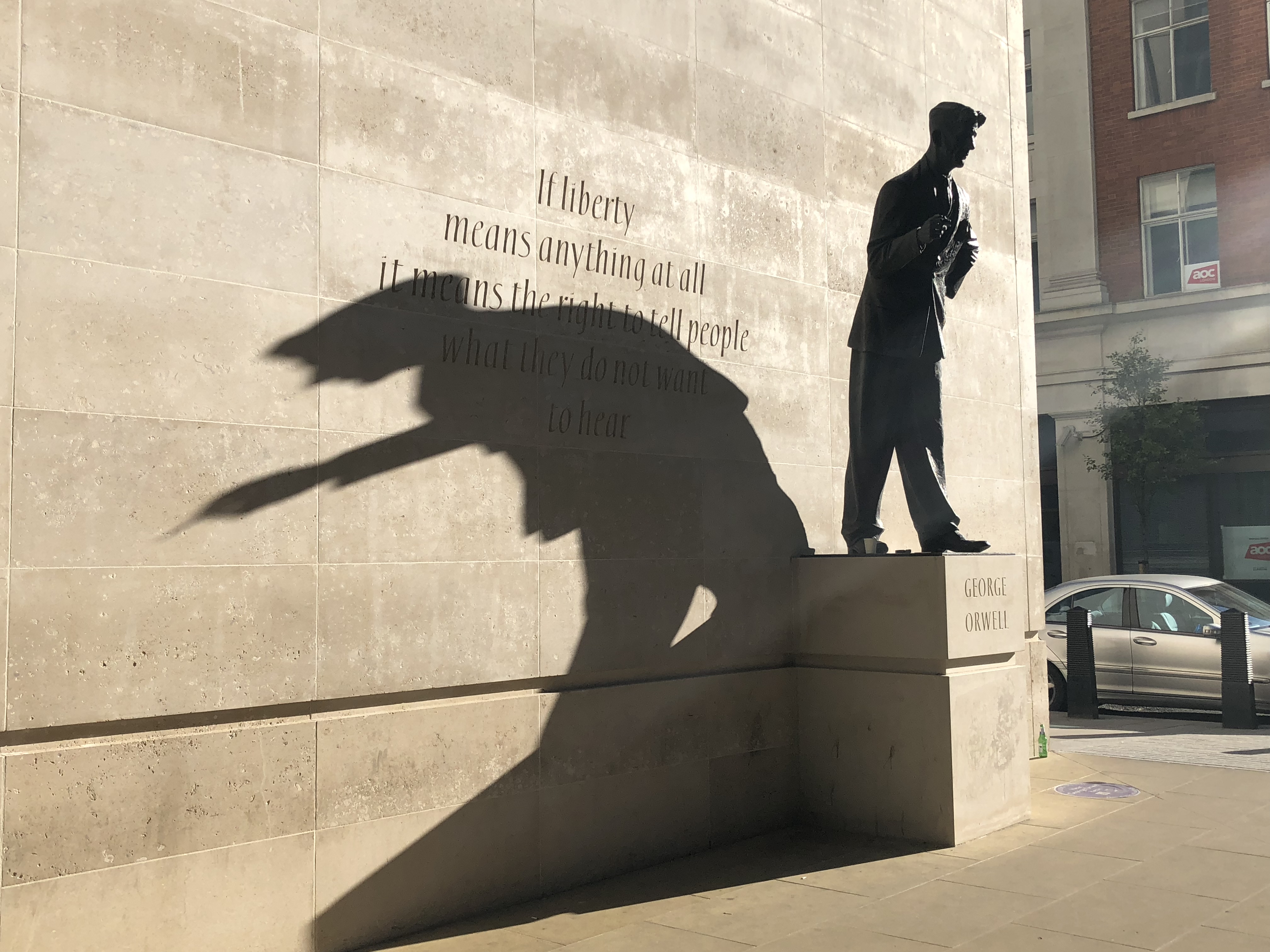
Estàtua de George Orwell a Londres

Orwel·lià és un adjectiu que descriu una situació, idea o condició social que l'escriptor George Orwell va identificar com a destructiva per al benestar d'una societat lliure i oberta. Denota una actitud i una política brutal de control totalitari mitjançant la propaganda, la vigilància, la desinformació, el negacionisme (doublethink) i la manipulació de la història, inclosa la novaparla, una persona l'existència passada de la qual s'esborra del registre i la memòria públics, practicada pels governs repressius moderns. Sovint, això és palès en les circumstàncies descrites a les seves novel·les, particularment 1984, tot i que el doble discurs polític és criticat al llarg de la seva obra, com a Politics and the English Language.
The New York Times ha considerat que el terme és «l'adjectiu més utilitzat derivat del nom d'un escriptor modern».